# Етышинское сельское поселение
Етышинское сельское поселение — муниципальное образование в составе Чернушинского района Пермского края.
Административный центр — село Етыш.
В декабре 2004 года в результате реформы местного самоуправления Законом Пермского края наделено статусом сельского поселения.

## Географическое положение
Поселение расположено на юге Чернушинского района.

## История
До 2006 год на территории поселения был Етышинский сельский совет. С 2006 года в результате реформы местного самоуправления образовано Етышинское сельское поселение.

## Население
По данным переписи 2010 года численность населения составила 602 человек, в том числе 296 мужчин и 306 женщин.

## Населённые пункты
| Название  | Тип населённого пункта       | Население, 2010 год | Почтовый индекс | ОКАТО          |
| --------- | ---------------------------- | ------------------- | --------------- | -------------- |
| Етыш      | Село, административный центр | 396                 | 617 822         | 57 257 825 001 |
| Устиново  | Деревня                      | 141                 | 617 822         | 57 257 825 003 |
| Кузнецово | Деревня                      | 65                  | 617 822         | 57 257 825 002 |

## Экономика
СПК «Красный Уралец» (д. Етыш)

## Объекты социальной сферы
- общеобразовательные учреждения:[5]
  - МОУ «Етышинская средняя общеобразовательная школа»
- дошкольные образовательные учреждения:[6]
  - МДОУ «Етышинский детский сад»
- учреждения здравоохранения:[7]
  - Етышинский ФАП